# Le Crépuscule d'une idole
L'Affabulation freudienne
Pour le livre de Nietzsche, voir Crépuscule des idoles.
Le Crépuscule d'une idole : L'Affabulation freudienne, est un essai de Michel Onfray sur Sigmund Freud dans les domaines de la psychanalyse et de l'épistémologie de la psychologie publié en 2010 chez Grasset.

## Présentation générale
Michel Onfray, dans le cadre de son travail d'une nouvelle lecture de certains philosophes, appelée la contre-histoire de la philosophie, continue son œuvre sur la psychanalyse. C'est en 2006 qu'il envisage un travail sur celui-ci.
Onfray, après avoir découvert une certaine critique de la psychanalyse, a cherché à approfondir tout ceci, et a lu, pour la rédaction de son ouvrage, l'œuvre complète de Freud (Œuvres complètes de Freud / Psychanalyse) publiée aux Presses universitaires de France, les hagiographes comme Ernest Jones, les correspondances avec Wilhelm Fliess.
Onfray conteste la psychanalyse freudienne vue par lui comme une psychologie-littéraire donc non scientifique. Il explique « ce livre est une psycho-biographie  nietzchéenne dans laquelle je croise les faits, les dates et l'œuvre, tout est vérifiable, j'ai lu 6000 pages de l'œuvre complète de Freud et sa correspondance ». Le livre, qui d'après son auteur, « déchire quelques cartes postales », a été critiqué par des psychanalystes, notamment pour ses inexactitudes et son manque de rigueur. Michel Onfray conclut « les lecteurs seront les juges de paix ».  

### Couverture
La couverture est une création d'une photo de Freud sur fond du tableau Enée conduit aux enfers de Jan Brueghel.

### Exergue
Citation en exergue de Nietzsche, « Par-delà le bien et le mal », 1re partie, §5.
En 1888, Nietzsche est l'auteur du Crépuscule des idoles.

### Dédicace
L'ouvrage est dédié à Diogène de Sinope. 

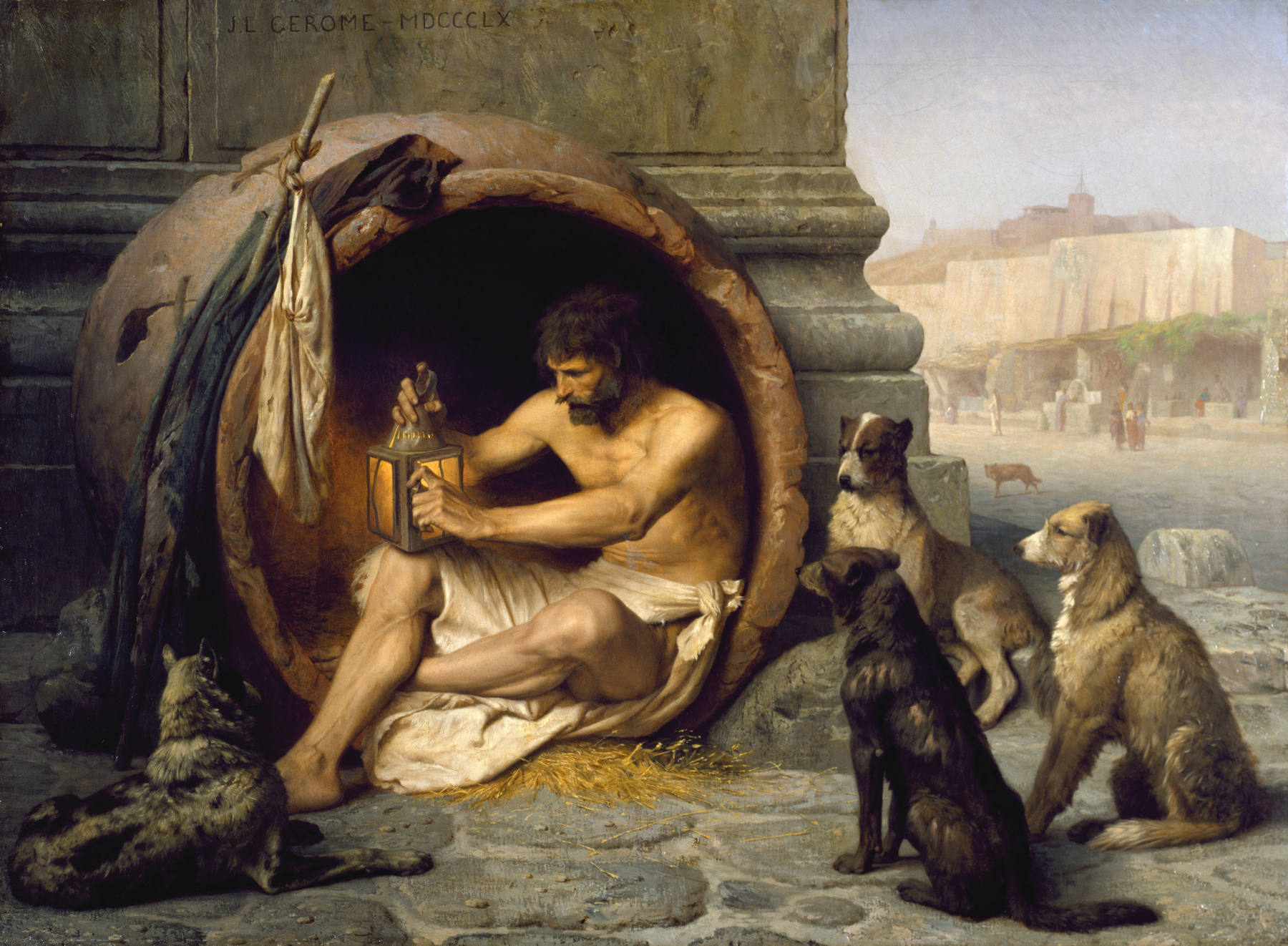
Diogène par Jean-Léon Gérôme, 1860, Walters Art Museum (Baltimore).

### Contenu
Onfray introduit, avec une forte domination autobiographique, où il raconte comment il découvrit, à l'université, Freud avec Trois essais sur la théorie sexuelle, ouvrage qui l'influença avec le Manifeste du parti communiste et L'Antéchrist. Voyant que c'est édité et étudié sérieusement, il ne remit pas en question. Il fit alors dix cartes postales sur les apports de la psychanalyse, qu'il contrebalança par dix contre-cartes postales. Et indiqua que Freud avait menti, n'assuma pas ses erreurs, et qu'il y a une réelle défense de la légende construite par Freud. Et il place ce démontage dans la veine du Traité d'athéologie (ouvrage où pourtant Onfray vante Freud à plusieurs reprises).
Onfray déclare que Freud rêve de gloire, de célébrité, de postérité, qu'il manipula et détruisit les parties compromettantes de sa correspondance. Selon lui, Freud méprisait Nietzsche et les philosophes mais recycle beaucoup de leurs théories pour en faire des néologismes. Il pose d'ailleurs la psychanalyse comme science, bien qu'elle ne soit pas exacte. Freud s'égara dans ses recherches, échoua à plusieurs reprises, parfois de manière non-assumée (Sur la cocaïne) d'après Onfray.
Il analyse les cinq psychanalyses et avance qu'elles ne sont résolues pour Freud qu'à travers des tours de passe-passe (si le problème est oublié, il est refoulé) ou en assumant que le patient ne sera jamais guéri (Sergueï Pankejeff). Il théorise le succès de la psychanalyse par l'affaiblissement de l'église que refoulent les pulsions, par la société totalitaire de la psychanalyse, par le nihilisme du XXe siècle et par la médiatisation du freudo-marxisme après Mai 68 avec Wilhelm Reich et Herbert Marcuse.
Onfray décrie la méthode de Freud et ses découvertes, déclarant que l'Autrichien est névrosé et universalise ses cas. Il affirme que Freud est un falsificateur autobiographe, qui n'a pas inventé la psychanalyse (le premier serait Antiphon) mais s'est approprié le terme. Il dénonce la position scientifique de Freud qui pourtant, selon lui, croyait à la pensée magique, à la télépathie, la médecine extravagante et à la numérologie. D'après le philosophe,  la psychanalyse est individuelle mais ses analyses se basent sur des analogies douteuses et des raccourcis, que l'entreprise est rentable et les arrêts libres bien pratiques. 
Onfray attaque également la vie personnelle de Freud, il le voit comme très pessimiste et très conservateur, qu'il avait des relents misogynes et que selon lui, l'homosexualité est une névrose. Onfray avance qu'il  dénonça souvent le socialisme et le communisme mais jamais le fascisme et eut de l'admiration pour Mussolini et Dollfuß.
Dans la bibliographie qu'il commente, Onfray dénonce les sophismes qu'est le fait d'avoir lu dans de mauvaises traductions, et déplore le tri des correspondances et le verrouillage des archives jusqu'à la fin du XXe siècle. Il avance d'ailleurs que les études qui analysent la psychanalyse soient hagiographiques et sans réel point de vue critique. Dans l'ouvrage, il dénonce ce qu'il appelle le verrouillage sophistique empêchant toute critique de la psychanalyse (il faut être un patient pour la dénoncer, si c'est refoulé, c'est réussi, procès d'intention pour antisémitisme si on critique Freud…).

### Ventes
L'éditeur Grasset avance le chiffre de 150 000 exemplaires vendus dont 100 000 les deux premières semaines. Cet essai est lors de sa publication, « en tête des ventes des essais, ».

### Prix littéraire
Cet ouvrage fut nommé au prix Renaudot 2010 dans la catégorie essais,.

## Réception
Selon Charles Boyer, dans cet ouvrage Onfray reprend à son compte Le Livre noir de la psychanalyse, en particulier les articles de Mikkel Borch-Jacobsen. Selon lui, l'essai ne serait pas sans contradictions notamment quand Onfray fait de la psychanalyse une philosophie voire un nietzschéisme, c’est-à-dire « une vision du monde privée à prétention universelle ».
Pour Cédric Enjalbert, Onfray dresse « un portrait au vitriol » du père de la psychanalyse en 600 pages, « plus passionnées qu’argumentées ». Enjalbert se fait l'écho de la tribune commune, « Attaques sur Freud, ou la philosophie au bulldozer », signée par Étienne Balibar, Alain Badiou, Michel Deguy et Jean-Luc Nancy, qui, dit-il, n’entre pas dans le « débat technique », mais condamne la méthode d'Onfray.
Xavier Lacavalerie juge que l'ouvrage est une « entreprise de déconstruction » qui aurait bénéficié d'un « étrange accueil médiatique » de la part des journaux, radios et des télévisions, ceux-ci, selon lui, « étant curieusement toujours plus enclins à donner la parole à un anti-psy déclenchant la polémique qu'à rendre compte du travail de l'ombre des thérapeutes et de leurs publications cliniques. » Pour Lacavalerie, la charge n'est pas neuve et participe « à ce que le libéralisme moderne propose de pire en matière de sous-culture, de débats frelatés et de démagogie facile. »
Élisabeth Roudinesco, notamment dans Pourquoi tant de haine ?, affirme que l'ouvrage de Michel Onfray est « truffé d’erreurs, il véhicule de fort anciennes rumeurs (et de bien méchantes légendes), il n’établit rien »,,. Elle affirme aussi que « [Michel] Onfray réhabilite un discours d’extrême droite ». Michel Onfray réagit en affirmant que la réaction d'Élisabeth Roudinesco est essentiellement motivée par des considérations économiques et clientélistes, composée d'affirmations non sourcées, ne respecte pas les règles du débat universitaire. Il voit dans cette réponse un « chapelet d'insanités » où se croisent la mauvaise foi et la morgue parisianiste, le goût de la caricature et les réflexes staliniens,.
Le professeur Jacques Van Rillaer appuie la défense d'Onfray en publiant une critique argumentée du livre Mais pourquoi tant de haine ?, dans laquelle il pointe ce qu'il estime être de nombreuses erreurs factuelles dans l'ouvrage d'Élisabeth Roudinesco.
Mikkel Borch-Jacobsen, auteur du Dossier Freud : Enquête sur l'histoire de la psychanalyse, considère quelques semaines plus tard, que « le véritable crime de Michel Onfray est d'avoir suggéré, lui un homme de gauche, que Freud n'en était pas un. Cela est proprement intolérable pour une génération intellectuelle habituée à considérer Freud comme un penseur progressiste, et c'est ce qui vaut à Onfray d'être dépeint, contre toute vraisemblance, comme un suppôt de l'extrême droite ».

#### Critiques

##### Ouvrages
- Élisabeth Roudinesco, Guillaume Mazeau, Christian Godin, Franck Lelièvre, Pierre Delion et Roland Gori, Mais pourquoi tant de haine ?, Paris, Seuil, juillet 2010, 96 p. (ISBN 978-2021034509, présentation en ligne, lire en ligne).
- Anti-Onfray en 3 tomes :
  - Émile Jalley, Anti-Onfray 1 : Sur Freud et la psychanalyse, Paris, L'Harmattan, juillet 2010, 186 p. (ISBN 978-2296117822).
  - Émile Jalley, Anti-Onfray 2 : Les Réactions au livre de Michel Onfray, débat central presse, psychanalyse théorique, Paris, L'Harmattan, 1er octobre 2010, 322 p. (ISBN 978-2296129504).
  - Émile Jalley, Anti-Onfray 3 : Les Réactions au livre d'Onfray, clinique, psychopathologie, philosophie, lettres, histoire, science sociale, politique, réactions de l'étranger, le décret scélérat sur la psychothérapie, Paris, L'Harmattan, 1er octobre 2010, 354 p. (ISBN 978-2296131996).

- Serafino Malaguarnera, Critique du Crépuscule d'une idole de Michel Onfray, ILV édition, Bruxelles,  (ISBN 978-2-35209-304-6), 166 pages, juin 2010.
- Guy Laval, Un crépuscule pour Onfray : Minutes de l'interrogatoire du contempteur de Freud, L'Harmattan, 2011.

- Michel Santacroce, Onfray coi maintenant ? : Quelques réflexions tardives sur et autour du livre Crépuscule d'une idole : affabulations freudiennes, Paris, L'Harmattan, coll. « Marges linguistiques », février 2014, 134 p. (ISBN 978-2343027494, présentation en ligne, lire en ligne).

#### Chapitres et articles
- Alain Amselek, « Un praticien se révolte contre l'air du temps », dans Le Livre Rouge de la psychanalyse (Tome 1), Éditions Desclée de Brouwer, Paris 2010.
- Samuel Lézé, « Tout contre Freud », sur nonfiction, 28 avril 2010

#### Réponses aux critiques

##### Ouvrage
- Michel Onfray, « Freud, une chronologie sans légende » , Grasset, 2010.
- Michel Onfray, Apostille au Crépuscule. Pour une psychanalyse non freudienne, Grasset, 2010

##### Articles
- Pascal Bruckner et Mikkel Borch-Jacobsen « Le crime de M. Onfray ? Avoir suggéré que Freud n'était pas de gauche », Le Monde.fr, 7 mai 2010.
- Jean-Paul Krivine, « Le crépuscule d’une idole, L’Affabulation freudienne : Rideau de fumée autour du livre de Michel Onfray », SPS no 291, juillet 2010